# Знамя Победы над рейхстагом (фото Морозова)
«Знамя Победы над Рейхстагом» — наименование фотографий из серии исторических снимков советского военного корреспондента А. П. Морозова, сделанных на крыше полуразрушенного здания Рейхстага и знаменующих собой победу Советского Союза в Великой Отечественной войне.

## Обстановка в Берлине накануне освобождения
С вступлением Красной Армии в Берлин появилось много фотографий с изображением знамён на захваченных зданиях города. Советские военные корреспонденты многократно запечатлели заключительный победоносный момент войны — водружение красного знамени над рейхстагом. Эти снимки, в соответствии с практикой военного фоторепортажа, делались обычно после боев.

## Установление настоящего Знамени Победы
Событие, которое произошло во время Берлинской операции 30 апреля 1945 г. в 22 часа 40 минут по местному времени. Флаг (под номером 5), который был установлен на крыше рейхстага, вначале был установлен в отверстие короны скульптуры Богини Победы В. Н. Маковым, Г. К. Загитовым, А. П. Бобровым, А. Ф. Лисименко и М. П. Мининым, а 2 мая был перенесён на купол здания Михаилом Егоровым, Абдулхакимом Исмаиловым и Алексеем Ковалёвым.

## Фотография
Фронтовой фотокорреспондент старший лейтенант Морозов сделал снимок c Михаилом Егоровым и Мелитоном Кантария рано утром 2 мая 1945 года, уже после водружения ими Знамени Победы. Плёнка была отправлена в Москву, и 3 мая все газеты СССР опубликовали этот кадр.
Фотографии данной серии являются одними из наиболее распространённых снимков Второй мировой войны.
Фото было использовано на почтовой марке Беларуси, выпущенной в 2005 году.